# Championnats du monde de pentathlon moderne 1962
Navigation
Édition précédente Édition suivante
Les championnats du monde de pentathlon moderne 1962, onzième édition des championnats du monde de pentathlon moderne, ont eu lieu en 1962 à Mexico, au Mexique.

## Médaillés
| Épreuves    | Or                                                                | Argent                                       | Bronze                                            |
| ----------- | ----------------------------------------------------------------- | -------------------------------------------- | ------------------------------------------------- |
| Individuel  | Edvard Sdobnikov (URS)                                            | Igor Novikov (URS)                           | Ferenc Török (HUN)                                |
| Par équipes | Union soviétique Edvard Sdobnikov Valeriy Pizhuchkin Igor Novikov | Hongrie Ferenc Török Imre Nagy András Balczó | États-Unis John Daniels Allan Jackson Paul Pesthy |